# Samuel Sewall (Politiker)

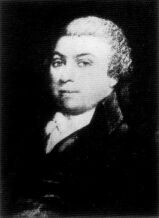
Samuel Sewall

Samuel Sewall (* 11. Dezember 1757 in Boston, Province of Massachusetts Bay; † 8. Juni 1814 in Wiscasset, Massachusetts) war ein US-amerikanischer Jurist und Politiker. Zwischen 1796 und 1800 vertrat er den Bundesstaat Massachusetts im US-Repräsentantenhaus.

## Werdegang
Samuel Sewall besuchte die öffentlichen Schulen seiner Heimat und studierte danach bis 1776 am Harvard College. Nach einem anschließenden Jurastudium und seiner Zulassung als Rechtsanwalt begann er in Marblehead in diesem Beruf zu arbeiten. Gleichzeitig schlug er eine politische Laufbahn ein. Im Jahr 1784 sowie zwischen 1788 und 1796 war er Abgeordneter im Repräsentantenhaus von Massachusetts. Politisch wurde er Mitglied der Ende der 1790er Jahre von Alexander Hamilton gegründeten Föderalistischen Partei.
Nach dem Rücktritt des Abgeordneten Benjamin Goodhue wurde Sewall bei der fälligen Nachwahl für den zehnten Sitz von Massachusetts als dessen Nachfolger in das US-Repräsentantenhaus gewählt, wo er am 7. Dezember 1796 sein neues Mandat antrat. Nach einer Wiederwahl konnte er bis zu seinem Rücktritt am 10. Januar 1800 im Kongress verbleiben. Im Jahr 1798 war er einer der Abgeordneten, die mit der Durchführung eines Amtsenthebungsverfahrens gegen US-Senator William Blount betraut waren. 1801 wurde er in die American Academy of Arts and Sciences gewählt.
Nach dem Ende seiner Zeit im US-Repräsentantenhaus war Samuel Sewall zwischen 1801 und 1814 Richter am Massachusetts Supreme Judicial Court. In den Jahren 1813 und 1814 hatte er als Chief Justice dessen Vorsitz inne. Samuel Sewall starb am 8. Juni 1814 in Wiscasset, das damals noch zu Massachusetts gehörte und heute im Staat Maine liegt.